# Hermeskerk
De Hermeskerk (Fries: Hermes-tsjerke) is een kerkgebouw in Uitwellingerga, gemeente Súdwest-Fryslân, in de Nederlandse provincie Friesland.

## Geschiedenis
Het schip van de kerk werd in 1690 gebouwd op de plaats van een middeleeuwse voorganger die oorspronkelijk gewijd was aan de heilige Hermes. Op de stichtingsteen staat de naam Zeino, zoon van grietman Duco Gerrold Martena van Burmania. De middeleeuwse toren werd in 1873 vervangen door toren van drie geledingen met ingesnoerde torenspits. De luidklok uit 1787 is van klokkengieter L. Haverkamp. Het interieur wordt gedekt door een houten tongewelf. Uit de 17e eeuw dateren een preekstoel, afkomstig uit de kerk van IJsbrechtum, en een overhuifde herenbank. Het orgel, in 1893 gemaakt door de Amsterdamse Orgelmaker Daniël Gerard Steenkuyl, werd in 1968 in de kerk geplaatst.
Het kerkgebouw is een rijksmonument en is sinds 1983 eigendom van Stichting Alde Fryske Tsjerken. In 2013 kreeg de kerk de naam Hermes-tsjerke.

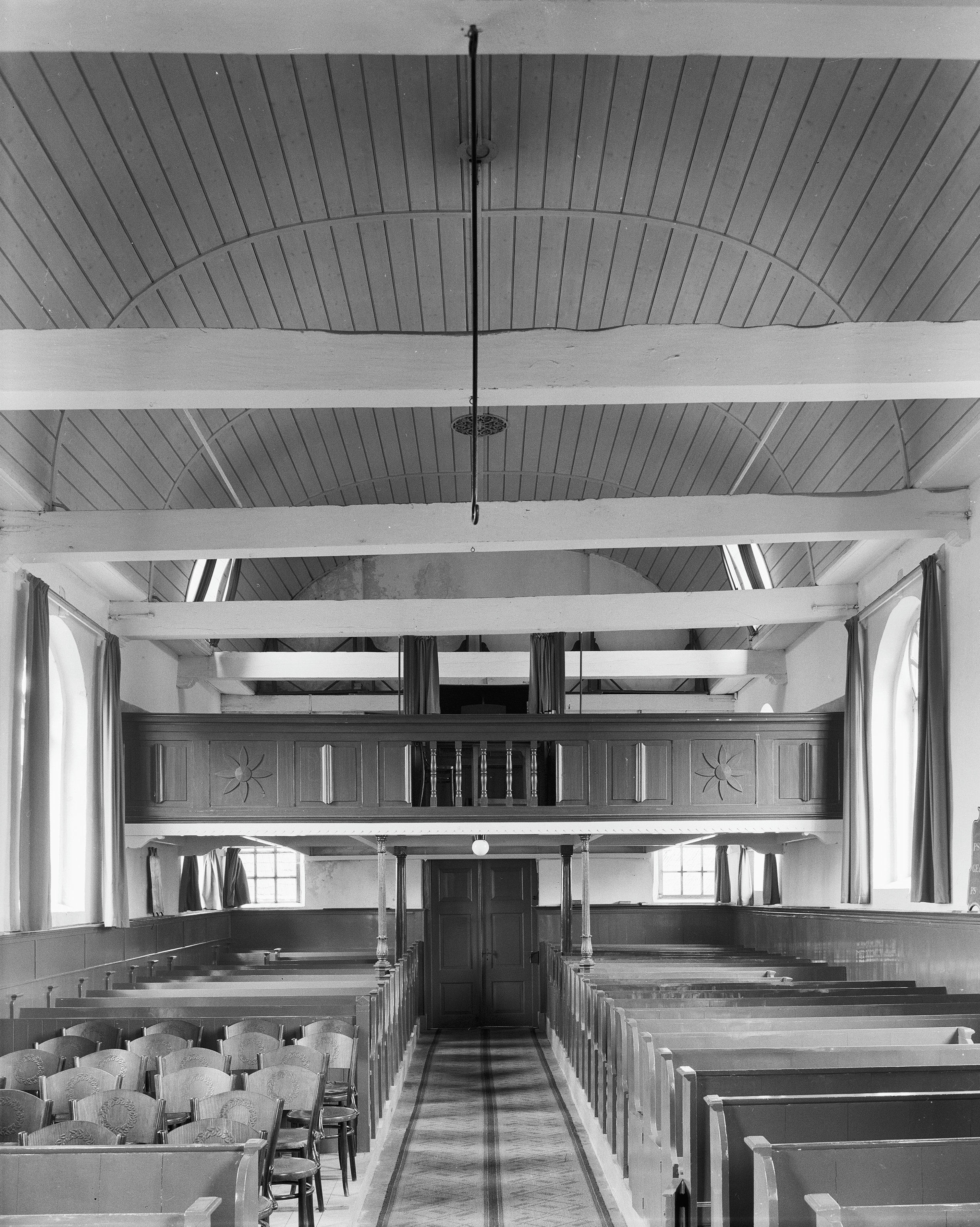
Interieur (1967)
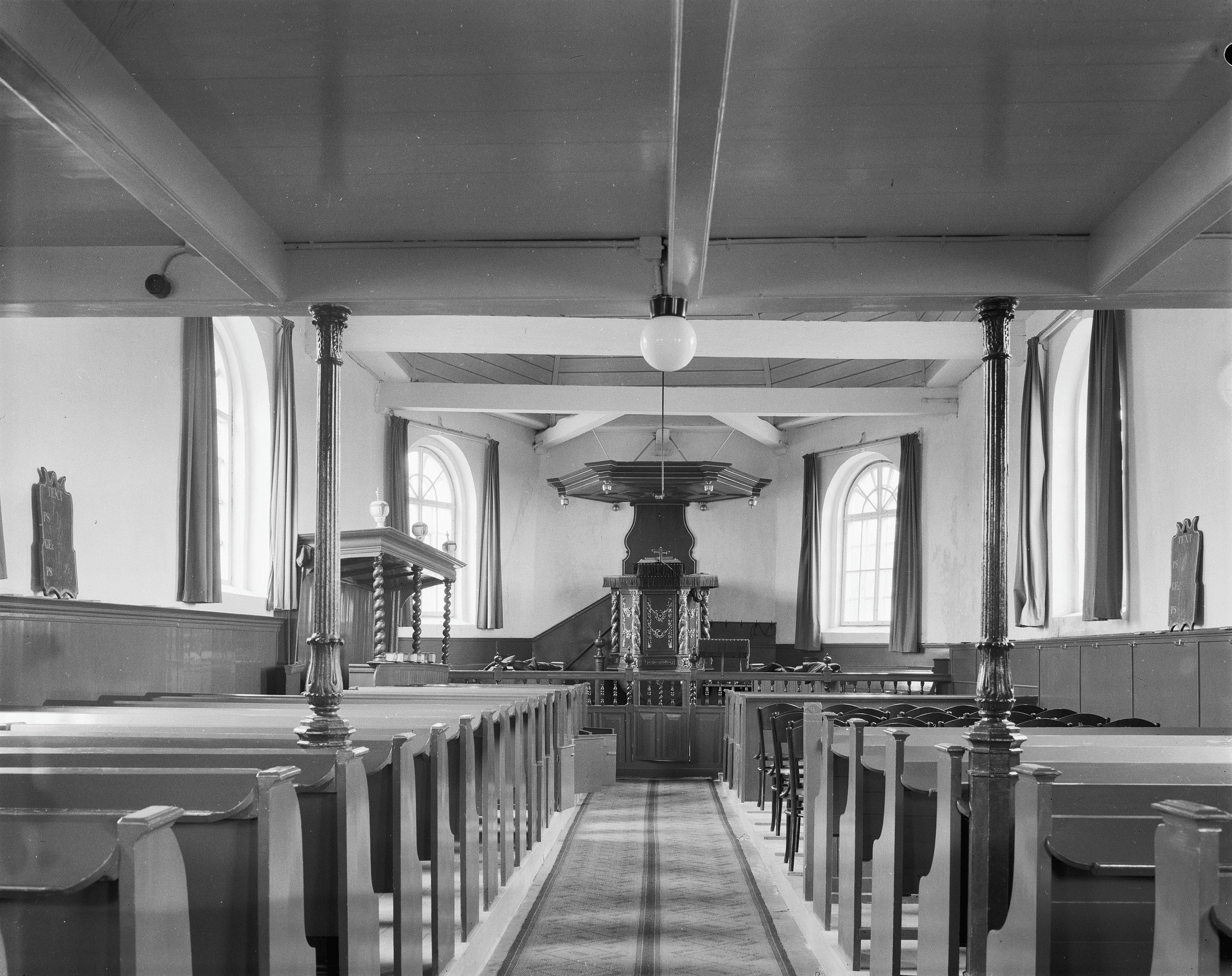
Interieur met preekstoel